# Udon
Udon (うどん or 饂飩) so debeli rezanci iz pšenične moke, ki se uporablja v japonski kuhinji. Obstaja več načinov priprave in serviranja. Najpreprostejša oblika je v juhi kake udon z blago juho, imenovano kakedžiru, narejeno iz dašija, sojine omake in mirina. Običajno je obložena s tanko sesekljano kapesanto (Velika pokrovača). Drugi pogosti prelivi so tempura s kozicami, kakiage (mešani ocvrtek iz tempure), abura-age (sladki, globoko ocvrti vrečki tofuja), kamaboko (narezana ribja pogača) in začimbe šičimi, dodane po okusu.
Standardna juha se razlikuje glede na regijo. Temno (koikuči) sojino omako dodajajo na vzhodu Japonske, medtem ko svetlo (usukuči) sojino omako dodajajo na zahodu. Instant rezanci se pogosto prodajajo v dveh (ali več) različicah.
Bolj nenavadne različice so ocvrt jaki udon in kari udon iz japonskega karija. Pogosto se uporablja v Šabu-šabu  ali japonskem vročem loncu.

## Posoda
Udon rezance skuhamo v loncu vroče vode. Glede na vrsto udona se razlikuje tudi način postrežbe. Udon rezance običajno postrežemo ohlajene poleti in tople pozimi. V obdobju Edo so debelejše pšenične rezance na splošno imenovali udon, postregli pa so jih z vročo juho, imenovano nurumugi (温麦). Ohlajena sorta se je imenovala hijamugi (冷麦).
Hladen udon ali solata udon je običajno pomešan z rezinami jajčne omlete, narezanim piščancem in svežo zelenjavo, kot sta kumare in redkev. Prelivi juhe udon so izbrani tako, da odražajo letne čase. Večino prelivov dodamo brez veliko kuhanja, čeprav se včasih doda globoko ocvrta tempura. Veliko teh jedi lahko pripravite tudi s soba rezanci.

### Vroče
- Chikara udon: ("power udon"): obložen s popečenimi moči riževimi kolački
- Goboten udon: z globoko ocvrto naribano korenino repinca
- Haikara udon: ('moderni udon'): glej tanuki udon. Iz ハイカラ
- Kake udon (v regiji Kantō) ali su udon (v Kansai): vroč udon v juhi, prelit s tanko narezano zeleno čebulo in morda rezino kamaboka
- Kamaage udon: postrežen v skupnem vročem loncu z vročo vodo in zraven vroče omake daši sukijaki
- Karē nanban ali karē udon ('kari udon'): sodobni udon, postrežen v začinjeni juhi z okusom karija, ki lahko vključuje tudi meso ali zelenjavo. Izraz nanban se nanaša na trgovino Nanban, ki je stoletje vplivala na japonsko kulturo, preden jo je leta 1639 prepovedal šogunat Edo.[2] Biei, Hokaido je znan po edinstvenem kariju udon.[3]
- Kitsune udon: ('lisičji udon'): obložen z aburaage (sladke, globoko ocvrte vrečke tofuja)[4] Žganje lisice kitsune naj bi uživalo aburaage. Izvira iz Osake.
- Maruten udon: prelit z marutenom, globoko ocvrta velika ribja torta
- Nabeyaki udon: neke vrste udon hot-pot, z morskimi sadeži in zelenjavo, kuhanimi v nabeju ali kovinskem loncu. Najpogostejše sestavine so kozice tempura z gobami in na vrhu razbito jajce.
- Oboro udon: juha iz dašija s kosmiči kombu
- Oyako udon: piščanec in jajce, z narezano čebulo v sladkani daši juhi nad udonom. Je sladko pikantnega okusa.
- Sansai udon: udon z divjo užitno gorsko zelenjavo
- Su udon: glej kake udon
- Sutamina udon: ('stamina udon'): udon z različnimi močnimi sestavinami, običajno vključno z mesom, surovim jajcem in zelenjavo.
- Tanuki udon: (v regiji Kantō) ali Haikara udon (v Kansai): obložen s kosi testa za tempuro (tenkasu).
- Tempura udon: prelit s tempuro, zlasti s kozicami, ali kakiage, vrsta mešanega ocvrtka iz tempure
- Tsukimi udon: ('udon, ki opazuje luno'): prelit s surovim jajcem, ki se pokapa v vročo juho.
- Wakame udon: na vrhu je wakame, temno zelena morska alga
- Yaki udon: ocvrt udon v sojini omaki, pripravljen na podoben način kot jakisoba. Izvira iz Kitakjušuja v prefekturi Fukuoka. Medtem ko je jaki udon narejen z udonom, je jakisoba narejena iz parjenega kitajskega ramena, ne iz ajdove sobe.

### Hladno
- Bukkake udon: hladen udon, postrežen z gosto juho iz dašija.[5]
- Hadaka udon (裸うどん, 'goli udon'): hladen udon, postrežen sam
- Kijōyu udon: postrežen v hladni juhi iz surove (nepasterizirane) sojine omake in soka sudači (vrsta citrusov), včasih z malo naribane redkve daikon.
- Zaru udon: ohlajeni rezanci udon, preliti z nastrganim norijem in postreženi na zaruju (笊/ざる, situ podoben bambusov pladenj). Spremlja ga ohlajena omaka za pomakanje, običajno močna mešanica dašija, mirina in sojine omake. Jedo z vasabijem ali naribanim ingverjem.

## Galerija
- Himokava
- Mimi-udon
- Hōtō
- Kišimen
- Ise-udon
- Jaki-udon